# Črka
Čŕka je simbol, ki se uporablja za zapis glasov ali fonemov, tako da vsaka črka ali zaporedje črk (na primer dž predstavlja glas d͡ʒ) predstavlja svoj glas (vendar lahko predstavlja tudi več različnih glasov). Črke se zato uporabljajo le za zapisovanje abeced, abdžadov in abugid. Različne jezike se zapisuje z različnim številom črk, odvisno od števila različnih glasov ter od pogostosti in podobnosti glasov, saj se manj pogosti ali bolj podobni pogosto zapišejo le z eno črko (na primer, glasova o in ɔ se v slovenščini zaradi podobnosti zapišeta z isto črko), vendar v veliko jezikih, na primer angleščini, enaka zaporedja črk velikokrat ne predstavljajo enakih glasov (na primer -ought v angleščini se, odvisno od besede, lahko izgovori /ɔː/, /ɒf/, /ʌf/, /ɹə/, /ɹuː/, /əʊ/ ali /ʌf/; besedi tough in cough se ne rimata, čeprav bi iz zapisa sklepali), zato smo umetno ustvarili fonetične abecede, kjer ena črka predstavlja točno en glas; najbolj pogosta je mednarodna fonetična abeceda, ki predstavlja standard za izgovorjavo besed v vseh jezikih. Črke v abecedah predstavljajo samoglasnike in soglasnike, pri abdžadih in abugidah pa večinoma soglasnike z nekaj izjemami.
Če črke pišemo z roko, so črke ročno napisane, kar pomeni velike razlike med zapisi enake črke. Črke lahko ročno zapišemo tiskano ali pisano. Tiskane črke so med seboj nestične ter bolj podobne standardni računalniški pisavi, medtem ko so pisane črke stične (lahko zapišemo besedo, ne da bi dvignili pisalo z nekaj izjemami, kot so pika na i ali črtica pri t) ter veliko bolj svojevrstne in drugačne od standardne računalniške pisave. Veda, ki preučuje ročne pisave je grafologija.
Na drugi strani lahko črke zapišemo tudi na računalnik s pomočjo tipkovnice, kopiranja in lepljenja (predvsem za nenavadne črke) ali drugače. Računalnik ima točno določeno binarno število, ki računalniku pove, katero črko mora prikazati. Števila dodelijo posebni programi, med njimi najbolj razširjen je Unicode, ki poskrbi za pravilne presledke, stran pisave, dodanje novih črk ... Tudi računalniške črke se lahko razlikujejo z različnimi pisavami (fonti). Te oblikovalci ustvarijo s posebnimi programi. 
| A | B | C | D | E | F | G | H | I | J | K | L | M | N | O | P | Q | R | S | T | U | V | W | X | Y | Z |
| 𝐀 | 𝐁 | 𝐂 | 𝐃 | 𝐄 | 𝐅 | 𝐆 | 𝐇 | 𝐈 | 𝐉 | 𝐊 | 𝐋 | 𝐌 | 𝐍 | 𝐎 | 𝐏 | 𝐐 | 𝐑 | 𝐒 | 𝐓 | 𝐔 | 𝐕 | 𝐖 | 𝐗 | 𝐘 | 𝐙 |
| 𝒜 | ℬ | 𝒞 | 𝒟 | ℰ | ℱ | 𝒢 | ℋ | ℐ | 𝒥 | 𝒦 | ℒ | ℳ | 𝒩 | 𝒪 | 𝒫 | 𝒬 | ℛ | 𝒮 | 𝒯 | 𝒰 | 𝒱 | 𝒲 | 𝒳 | 𝒴 | 𝒵 |
| 𝔄 | 𝔅 | ℭ | 𝔇 | 𝔈 | 𝔉 | 𝔊 | ℌ | ℑ | 𝔍 | 𝔎 | 𝔏 | 𝔐 | 𝔑 | 𝔒 | 𝔓 | 𝔔 | ℜ | 𝔖 | 𝔗 | 𝔘 | 𝔙 | 𝔚 | 𝔛 | 𝔜 | ℨ |

Pisave se lahko prav tako zelo razlikujejo, v glavnem jih delimo na Sans Serif, Serif, Slab Serif, Script, Blackletter, Mono, Ročne (te, ki izgledajo kot ročne) in Dekorativne (te, ki so mišljene za dekoracijo-mnoge sploh ne sledijo dejanskim črkam, ampak imajo povsem drug pomen). Pisave imajo tudi posebne različice, kot je različna debelina črk, ležeče črke, podčrtane, ali prečrtane. Veda, ki preučuje računalniške pisave je tipografija.

## Seznam črk
Obstaja ogromno različno črk, zato so sistematično razdeljene. Običajno se jih razdeli glede na abecedo, v kateri so ali na jezik, katerega piše. V spodnji tabeli so vse črke, ki so v sistemu Unicode ter v abecedi (v standardni verziji, če jih je več) ter le velike črke. Abecede so zapisane v strani pisanja same pisave (to lahko ugotovite po zapisu vejice).
Opozorilo: Nekatere izmed naslednjih črk so zelo specifične in vaša naprava ali brskalnik jih mogoče ne podpira.
| Ime abecede/abdžada/abugide | Črke v tej abecedi |
| --------------------------- | --- |
| Adlam                       | 𞤀, 𞤁, 𞤂, 𞤃, 𞤄, 𞤅, 𞤆, 𞤇, 𞤈, 𞤉, 𞤊, 𞤋, 𞤌, 𞤍, 𞤎, 𞤏, 𞤐, 𞤑, 𞤒, 𞤓, 𞤔, 𞤕, 𞤖, 𞤗, 𞤘, 𞤡, 𞤠, 𞤟, 𞤞, 𞤝, 𞤜, 𞤛, 𞤚, 𞤙                                                             |
| Ahom                        | 𑜀, 𑜁, 𑜂, 𑜃, 𑜄, 𑜆, 𑜇, 𑜈, 𑜉, 𑜊, 𑜋, 𑜌, 𑜍, 𑜎, 𑜏, 𑜐, 𑜑, 𑜒, 𑜓, 𑜔, 𑜕, 𑜗, 𑜘, 𑜙                                                                                           |
| Arabski abdžad              | أ, ب, ج, د, ه, و, ز, ح, ط, ي, ك, ل, م, ن, س, ع, ف, ص, ق, ر, ش, ت, ث, خ, ذ, ض, ظ, غ                                                                               |
| Aramejski abdžad            | 𐡀, 𐡁, 𐡂, 𐡃, 𐡄, 𐡅, 𐡆, 𐡇, 𐡈, 𐡉, 𐡊, 𐡋, 𐡌, 𐡍, 𐡎, 𐡏, 𐡐, 𐡑, 𐡒, 𐡓, 𐡔, 𐡕                                                                                                 |
| Armenska abeceda            | Ա, Բ, Գ, Դ, Ե, Զ, Է, Ը, Թ, Ժ, Ի, Լ, Խ, Ծ, Կ, Հ, Ձ, Ղ, Ճ, Մ, Յ, Ն, Շ, Ո, Չ, Պ, Ջ, Ռ, Ս, Վ, Տ, Ր, Ց, Ւ, Փ, Ք, Օ, Ֆ                                                 |
| Avestanska abeceda          | 𐬀, 𐬁, 𐬂, 𐬃, 𐬄, 𐬅, 𐬆, 𐬇, 𐬈, 𐬉, 𐬊, 𐬋, 𐬌, 𐬍, 𐬎, 𐬏, 𐬐, 𐬑, 𐬒, 𐬓, 𐬔, 𐬕, 𐬖, 𐬗, 𐬘, 𐬙, 𐬚, 𐬛, 𐬜, 𐬝, 𐬞, 𐬟, 𐬠, 𐬡, 𐬢, 𐬣, 𐬤, 𐬥, 𐬦, 𐬧, 𐬨, 𐬩, 𐬪, 𐬫, 𐬬, 𐬭, 𐬮, 𐬯, 𐬰, 𐬱, 𐬲, 𐬳, 𐬴, 𐬵 |
| Balinese                    | ᬅ, ᬆ, ᬇ, ᬈ, ᬉ, ᬊ, ᬋ, ᬌ, ᬍ, ᬎ, ᬏ, ᬐ, ᬑ, ᬒ, ᬓ, ᬔ, ᬕ, ᬖ, ᬗ, ᬘ, ᬙ, ᬚ, ᬛ, ᬜ, ᬝ, ᬞ, ᬟ, ᬠ, ᬡ, ᬢ, ᬣ, ᬤ, ᬥ, ᬦ, ᬧ, ᬨ, ᬩ, ᬪ, ᬫ, ᬬ, ᬭ, ᬮ, ᬯ, ᬰ, ᬱ, ᬲ, ᬳ                      |
| Kavkaška albanska           | 𐔰, 𐔱, 𐔲, 𐔳, 𐔴, 𐔵, 𐔶, 𐔷, 𐔸, 𐔹, 𐔺, 𐔻, 𐔼, 𐔽, 𐔾, 𐔿, 𐕀, 𐕁, 𐕂, 𐕃, 𐕄, 𐕅, 𐕆, 𐕇, 𐕈, 𐕉, 𐕊, 𐕋, 𐕌, 𐕍, 𐕎, 𐕏, 𐕐, 𐕑, 𐕒, 𐕓, 𐕔, 𐕕, 𐕖, 𐕗, 𐕘, 𐕙, 𐕚, 𐕛, 𐕜, 𐕝, 𐕞, 𐕟, 𐕠, 𐕡, 𐕢, 𐕣       |
| Sirska abeceda              | ܐ, ܒ, ܓ, ܕ, ܗ, ܘ, ܙ, ܚ, ܛ, ܝ, ܟܟ, ܠ, ܡܡ, ܢܢ, ܣ, ܥ, ܦ, ܨ, ܩ, ܪ, ܫ, ܬ                                                                                              |
| Cirilica                    | А, Б, В, Г, Д, Е, Ё, Ж, З, И, Й, К, Л, М, Н, О, П, Р, С, Т, У, Ф, Х, Ц, Ч, Ш, Щ, Ъ, Ы, Ь, Э, Ю, Я                                                                |
| Gruzinska abeceda           | ა, ბ, გ, დ, ე, ვ, ზ, თ, ი, კ, ლ, მ, ნ, ო, პ, ჟ, რ, ს, ტ, უ, ფ, ქ, ღ, ყ, შ, ჩ, ც, ძ, წ, ჭ, ხ, ჯ, ჰ                                                                |
| Grška abeceda               | Α, Β, Γ, Δ, Ε, Ζ, Η, Θ, Ι, Κ, Λ, Μ, Ν, Ξ, Ο, Π, Ρ, Σ, Τ, Υ, Φ, Χ, Ψ, Ω                                                                                           |
| Hebrejska abeceda           | א, ב, ג, ד, ה, ו, ז, ח, ט, י, כ, ל, מ, נ, ס, ע, פ, צ, ק, ר, ש, ת                                                                                                 |
| Latinska abeceda            | A, B, C, D, E, F, G, H, I, J, K, L, M, N, O, P, Q, R, S, T, U, V, W, X, Y, Z                                                                                     |
| Hangul                      | ㄱ ㄲ ㄴ ㄷ ㄸ ㄹ ㅁ ㅂ ㅃ ㅅ ㅆ ㅇ ㅈ ㅉ ㅊ ㅋ ㅌ ㅍ ㅎ ㅏ ㅐ ㅑ ㅒ ㅓ ㅔ ㅕ ㅖ ㅗ ㅘ ㅙ ㅚ ㅛ ㅜ ㅝ ㅞ ㅟ ㅠ ㅡ ㅢ ㅣ                                          |
| Bopomofo                    | ㄅ ㄆ ㄇ ㄈ ㄉ ㄊ ㄋ ㄌ ㄍ ㄎ ㄏ ㄐ ㄑ ㄒ ㄓ ㄔ ㄕ ㄖ ㄗ ㄘ ㄙ ㄚ ㄛ ㄜ ㄝ ㄞ ㄟ ㄠ ㄡ ㄢ ㄣ ㄤ ㄥ ㄦ ㄧ ㄨ ㄩ ㄭ                                                |
| Ogamska pisava              | ᚁ ᚂ ᚃ ᚄ ᚅ ᚆ ᚇ ᚈ ᚉ ᚊ ᚋ ᚌ ᚍ ᚎ ᚏ ᚐ ᚑ ᚒ ᚓ ᚔ ᚕ ᚖ ᚗ ᚘ ᚙ ᚚ ᚛ ᚜ |
| Abeceda giz                 | ሀ ለ ሐ መ ሠ ረ ሰ ቀ በ ተ ኀ ነ አ ከ ወ ዐ ዘ የ ደ ገ ጠ ጰ ጸ ፀ ፈ ፐ |
| Tifinagh                    | ⴰ, ⴱ, ⵛ, ⴷ, ⴹ, ⴻ, ⴼ, ⴳ, ⴳⵯ, ⵀ, ⵃ, ⵉ, ⵊ, ⴽ, ⴽⵯ, ⵍ, ⵎ, ⵏ, ⵓ, ⵄ, ⵖ, ⵅ, ⵇ, ⵔ, ⵕ, ⵙ, ⵚ, ⵜ, ⵟ, ⵡ, ⵢ, ⵣ, ⵥ                                                              |

Za pravilno izgovorjavo se uporablja Mednarodna fonetična abeceda.